# Clo

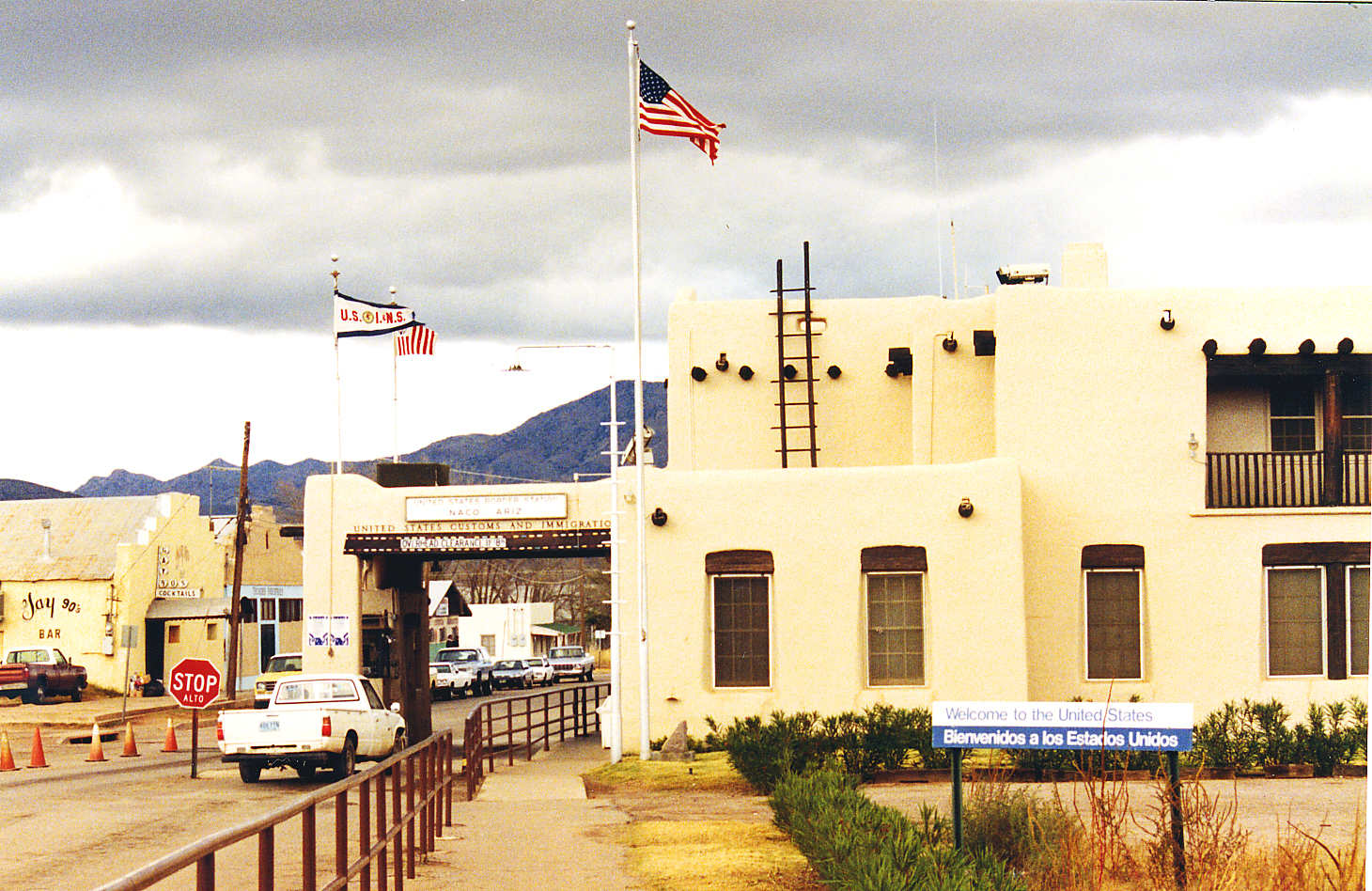
Celnice mezi USA a Mexikem v Severní Americe

Clo, resp. celní poplatek, je dávka vybíraná státem při přechodu zboží přes celní hranici. Stát nebo skupina států jej využívá jako tzv. ochranářský prostředek (k ochraně svého vnitřního trhu před zbožím z jiných zemí), jako prostředek ekonomické formy politického boje a v neposlední řadě jako prostředek, jak získat peníze.
Vybírání cla kontroluje celní správa (celní úřad) té dané země a upravuje ho celní zákon. V České republice má na starost výběr cla Celní správa České republiky (CS ČR), která je podřízena Ministerstvu financí České republiky a její činnost se řídí podle zákona č. 17/2012 Sb., zákona o Celní správě České republiky.

## Historie

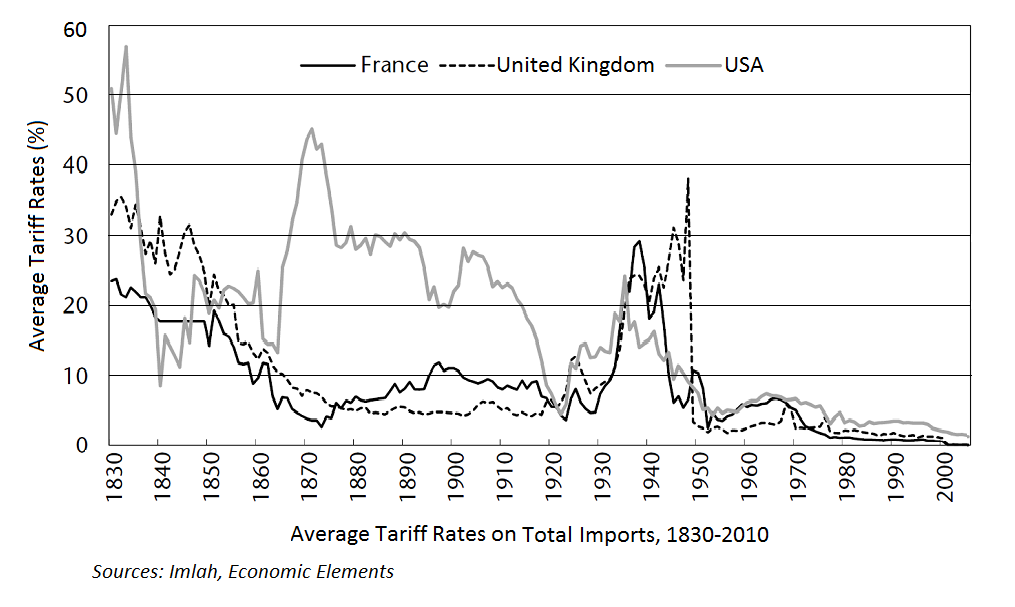
Průměrná cla ve Francii, Spojeném království a USA

Clo vzniklo společně se vznikem obchodu a státu. Jeho přítomnost dokládají některé záznamy ze starověké Mezopotámie.
V historii starověkého Řecka je známé zavedení cla Athénami. Přístav Pireus byl místem, kudy proudilo velké množství zboží, a ve své době byl jedním z nejdůležitějších přístavů ve východním Středozemí. Vláda v Aténách na zboží přicházející na trh přes doky v Pireu uvalila clo ve výši dvou procent.
V Bibli je v Novém zákoně (v Evangeliu sv. Matouše) zmínka o hostině Krista u celníka Matouše. Bibličtí celníci vybírali clo v Judei pro Římskou říši.
Od dob Karla Velikého se clo pro svou důležitost stalo královským regálem (výhradním právem).
Roku 1828 byla v USA zavedena ochranářská cla. Roku 1834 vznikl Německý celní spolek. Počátkem 20. století nastala celní prasečí válka. Velká hospodářská krize vedla k celní válce.

### Clo na území Česka
Vybírání cla za dovážené zboží na české území a obchod s Byzantskou a Východofranskou říší upravuje již raffenstettenský celní řád pro obchod se Slovany na Dunaji. Ve středověku vybírala města vlastní celní poplatky zvané ungelt, tento název se pak vžil i pro samotné budovy celnic. Nejdůležitějším obchodním uzlem českých zemí byla Praha, proto také byla sídlem „nejstarší celnice“ v Týnském dvoře, podle poplatku tam vybíraného zvaná též Ungelt. Císař Ferdinand I. v roce 1558 nařídil celním mandátem výběr cla nejen v Praze, ale i ve všech městech královských a mnoha dalších městech poddanských. V roce 1751 začal platit celní řád a celní sazebník pro země Koruny české a následně byl vydán jednotný celní řád pro české, alpské a polské země (země neuherské) z roku 1775.
Po rozpadu Rakousko-Uherska v roce 1918 výběr cla přešel pod správu nově vzniklé Československé republiky. Nejvyšší instancí celní správy bylo ministerstvo financí. Celní službu zajišťovaly celní úřady. Ostrahu státní hranice a vedlejší celní činnosti prováděla finanční stráž. S rozvojem letecké dopravy přišla potřeba zavést celnice na nově vzniklých letištích. V průběhu třicátých let byla zřízena celní letiště v Praze, Brně a Mariánských Lázních. V důsledku hospodářské krize roku 1929 byla rozpoutána celní válka s Maďarskem.
Během okupace Nacistickým Německem byl protektorát Čechy a Morava součástí celní unie Německé říše. Po druhé světové válce byla obnovena celní správa podle modelu první republiky, ten tak fungoval až do uchopení moci komunisty. Na konci roku 1948 bylo rozhodnuto o výkonu celní správy národními výbory. V roce 1949 byla zrušena finanční stráž. Výkon celnictví pod národními výbory se neosvědčil a celnictví přešlo do resortu ministerstva zahraničního obchodu. Součástí ministerstva zahraničního obchodu byla Ústřední celní správa, která řídila celnice. Na území Československé republiky bylo vytvořeno 86 celnic. Po vytvoření krajů v roce 1960 byl snížen počet celnic na 40.
Po pádu komunismu v roce 1989 přišly opět zásadní změny. Rozhodnutím ministra zahraničního obchodu koncem roku 1992 byla Ústřední celní správa se všemi svými podřízenými složkami převedena z působnosti federálního ministerstva zahraničního obchodu do působnosti federálního ministerstva financí. Celní správa České republiky vznikla 1. ledna 1993 z československé Ústřední celní správy na základě zákona č. 13/1993 Sb., celního zákona.
Dalším zásadním zlomem byl vstup České republiky do Evropské unie v roce 2004, tím zanikly hraniční celní úřady. Celní správa České republiky dnes tedy vyměřuje a vybírá clo pouze ze zboží, které je dováženo ze zemí, které nejsou v Evropské unii. 80 % vybraného cla je zasíláno do rozpočtu Evropské unie jako takzvaný „tradiční vlastní zdroj", a 20 % jde do rozpočtu České republiky. Celkové množství vybraného cla činí ročně přibližně 9 miliard Kč.

## Dělení cel

### Obchodně politické dělení
- Autonomní – clo je stanoveno rozhodnutím státu nezávisle na mezinárodní smlouvě +
- Smluvní – clo je určeno podle mezinárodní smlouvy (bilaterální i multilaterální)

### Dělení z hlediska pohybu zboží
- Vývozní – platí se za vyvezené zboží. Není příliš běžné, týká se např. vývozu strategických komodit (ropa) a často je uvaleno za fiskálním účelem.
- Dovozní – platí se za dovezené zboží
- Tranzitní – platí se za zboží procházející územím státu

### Dělení z hlediska účelu
- Fiskální – účelem je příjem státního rozpočtu. Jedná se o původní účel použití cel, v současnosti však slouží cla pro fiskální účely pouze okrajově.
- Ochranná (protekcionistická) – chrání domácí výrobce před konkurencí ze zahraničí. Tato cla lze dále dělit:
  - Prohibitivní – clo, které je tak vysoké, že úplně zabraňuje dovozu daného zboží.
  - Skleníková – má chránit nově se rozvíjející sektor domácího hospodářství (tzv. infant industry) před zahraniční konkurencí. Mělo by být dočasné do doby, než se odvětví etabluje, a postupně uvolňované, aby bylo odvětví tlačeno k efektivní výrobě.
  - Antidumpingová (vyrovnávací) – dodatečné clo, které je uvaleno na zboží, jehož cena je nižší než je běžná cena v zemi vývozu (dumping) a je s to poškodit domácí výrobce.
  - Preferenční – snížené clo, které se vztahuje na zboží pocházející ze zemí, kterým bylo uděleno zvýhodnění před ostatními. Toto clo bývá poskytováno v rámci Všeobecného systému preferencí Světové obchodní organizace (WTO).
- Odvetná (retorzní) – jsou cla uvalená na zboží z jiného státu za jeho obchodní politiku.
- Vyrovnávající (kompenzační) – tato cla mají za účel vyrovnat sníženou cenu dováženého zboží, které je zahraniční vládou subvencováno (například zemědělská produkce a podobně).
- Vyjednávací (negociační) – slouží jako vyjednávací prostředek při obchodně-politických jednáních.

### Dělení cel z hlediska výpočtu
- Specifická – jsou stanovena pevnou částkou za určitou fyzickou jednotku (např. za tunu nebo za kus).
- Valorická – stanoví se jako procentuální částka z hodnoty zboží.
- Diferencovaná (kombinovaná) – hodnota cla se počítá jako kombinace předešlých zmíněných.[2]

## Clo z pohledu ekonomické teorie
Podle neoklasické ekonomie cla působí jako omezení pro volný trh. Cla mají však tendenci přinášet prospěch domácím výrobcům a vládě na úkor spotřebitelů. Výsledné dopady cla na blahobyt dovážející země jsou negativní kvůli tomu, že domácí firmy nevyrábějí efektivněji, protože chybí vnější konkurence. Postiženi jsou tedy domácí spotřebitelé, protože cena je vyšší kvůli vysokým nákladům způsobených neefektivní výrobou a firmy nejsou schopny získávat levnější materiál externě, čímž se snižuje cenová dostupnost produktů.

Efekt zavedení cla na domácí trh

Graf vpravo ukazuje dopad zavedení cla na určité zboží na modelu poptávky a nabídky. Před zavedením je cena na světovém trhu a na domácím trhu stejná – Pworld. Zavedení cla zvýší cenu zboží – Ptariff. Vyšší cena způsobí nárůst domácí produkce z QS1 na QS2 a pokles spotřebovaného množství z QC1 na QC2. Tyto změny v cenách mají následující dopady na blahobyt společnosti:
Přebytek spotřebitele (zelené plocha) se zmenšil, tedy spotřebitelé jsou na tom hůře. Přebytek výrobce se naopak zvětšil, tudíž si výrobci polepšili stejně jako vláda, která zbohatla výběrem cla (světle modrá oblast). Avšak, spotřebitel tratí více, než kolik získá vláda a výrobci. Celkový efekt (červená oblast) na blahobyt společnosti je tudíž záporný.

HDP na obyvatele a výše daně uvalené na dovoz

Studie z roku 2021, která zkoumala efekt celních poplatků ve 151 zemích během období 1963–2014, došla k závěru, že zvyšování cel je spojeno s přetrvávajícím, ekonomicky a statisticky významným poklesem domácí produkce a produktivity, jakož i s vyšší nezaměstnaností a nerovností. Vztah mezi HDP na obyvatele a výší daně uvalené na dovoz konkrétních lze pozorovat na diagramu vlevo, kde lze vidět, že trend je klesající křivka, tedy korelace je záporná – vyšší daně uvalené na dovoz většinou znamenají nižší HDP na obyvatele.

## Celnictví v Evropské unii
Všechny členské státy Evropské unie jsou členy tzv. Celní unie EU, která byla založena roku 1968. Ta umožňuje osvobození od veškerých celních poplatků či jiných překážek volného obchodu. Znamená to, že celní orgány všech zemí EU pracují ve shodě tak, jako by byly jedním orgánem. Uplatňují stejné celní sazby na zboží dovážené na jejich území ze zbytku světa, přičemž na vnitřním trhu žádná cla nevybírají. Celní řízení tak dopadá jen na subjekty obchodující se zeměmi mimo EU a na státy třetích zemí dovážející zboží do EU.

### Jednotný celní sazebník
V rámci Celní unie EU používají členské státy vůči třetím zemím společný celní sazebník, který slouží ke zjištění sazebního zařazení zboží a celní sazby. Jedná se o oficiální seznam zboží, které podléhá nebo by mohlo podléhat clu a nalezneme zde sazební zařazení zboží, jeho popis, celní sazbu a doplňkovou jednotku. Při celním řízení používají všechny členské státy EU tento dokument, tudíž dovozní clo je ve všech členských státech stejné a pro všechny subjekty obchodující s EU jsou zajištěny rovné podmínky.
Tomuto sborníku všech momentálně platných celních předpisů i režimů říkáme tzv. integrovaný celní sazebník TARIC ( fr. tarif integré des Communautés européennes). Jedná se o systém, který obsahuje dva základní údaje: číselné označení zboží a sazbu cla. Jeho hlavním cílem je jednotný systém, který povede k zajištění jednotné aplikace práva v členských zemích jedinečným a konzistentním způsobem.
Pro účely klasifikace zboží, tj. přidělení celních a daňových sazeb k jednotlivým druhům zboží, se v celním sazebníku využívá tzv. Kombinovaná nomenklatura (KN), která třídí systematicky zboží podle jeho složení, funkce, účelu použití či dalších důležitých charakteristik. Kombinovaná nomenklatura vychází z celosvětového systému, který slouží k rozdělování a třídění zboží, tzv. Harmonizovaného systému (HS). Tento systém klasifikuje zboží do 21 tříd , 97 kapitol. Základem HS je 4místný kód, který se pak dále rozděluje do položek, které mají 6místný kód. Kombinovaná nomenklatura tedy navazuje na tuto hierarchii a doplňuje ji o dvoumístné číselné označení na 8místné podpoložky. Na rozdíl od Harmonizovaného systému, který je aktualizován jednou za 5 let, Kombinovaná nomenklatura se mění každý rok prováděcím nařízením Komise (EU).
Dále v celním sazebníku najdeme konkrétní celní sazební opatření, které může mít formu:
- všeobecné celní sazby;
- smluvní celní sazby;
- preferenční celní sazby, obsažené v mezinárodních smlouvách, které upravují poskytování celních sazebních preferencí;
- preferenční celní sazby, přijaté jednostranně vůči některým státům, skupinám států nebo území;
- jednostranné sazby, poskytující snížení dovozního cla u některého zboží.

Smluvní celní sazby se v systému TARIC objevují nejčastěji. Jsou to sazby používané při obchodu se zeměmi, které mají podepsanou Všeobecnou dohodu o clech a obchodu (GATT). Výjimkou jsou jen země, které mají s EU uzavřenou dohodu umožňující lepší celní výhody. Smluvní sazby jsou v současnosti aplikovány například na dovoz z USA, Kanady, Austrálie, Japonska či Nového Zélandu. Všeobecné celní sazby pak TARIC obsahuje pouze výjimečně a používají se hlavně tehdy, jsou-li nižší než sazby smluvní.
V jednotné celním sazebníku pak najdeme i metodu vyčíslení cla. Na rozdíl od minulosti, kdy se hojně využívala tzv. metoda valorická, která vychází z procentně stanovené sazby aplikované na celní hodnotu zboží, TARIC běžně využívá i tzv. metodu specifickou, jejíž vyčíslení vychází z pevně stanovených peněžních částek za fyzickou jednotku dovezeného zboží. Na některé položky zboží se používají i proměnlivé celní sazby, které mění svou výši v průběhu roku. Dle jednotného celního sazebníku může být výše cla také vázána na množstevně nebo hodnotově stanovenou kvótu.

### Dovoz zboží do EU
Veškeré zboží obdržené ze třetí země, která není členem Evropské unie se musí řádně vyclít (proclít) a zaplatit vyměřené poplatky (clo, DPH, apod.) prostřednictvím Celní správy. K tzv. celnímu řízení, které umožní propustit dané zboží do celního režimu, nejčastěji volného oběhu, je nutné předložit následující importní doklady:
- vyplnění celní prohlášení, tzv. Jednotný správní doklad (JSD)
- tranzitní doklad, nebo souhrnné celní prohlášení
- přepravní list (CMR, AWB, Bill of lading, …)
- importní fakturu, kupní smlouvu nebo doklad o platbě za zboží
- fakturu za přepravu zboží – dle dodací podmínky INCOTERMS
- doklad o původu zboží (EUR.1, A.TR, CERTIFICATE OF ORIGIN, apod.)
- certifikáty a další doklady nutné ke specifikaci zboží

Na tomto základě je pak zjištěno celní zařazení zboží, existence obchodně-politických opatření EU (celní sazby, kvóty, antidumpingové celní sazby, apod.) a konečný výpočet cla a DPH.
Přestože celnímu řízení podléhá veškeré zboží přicházející na území EU ze zahraničí, ne všechny celní procedury vedou k vyměření cla, záleží totiž na hodnotě a druhu dováženého zboží. Obecně můžeme dovezené zboží rozdělit do 3 skupin:
1. Hodnota zboží do 22 EUR – V tomto případě dochází k osvobození od placení cla i DPH. Výjimkou jsou zásilky zboží mezi soukromými osobami, kdy se hranice pro vyměření DPH posouvá z 22 na 45 eur. Jedná se o tzv. dárkové zásilky, kde však musí jít o dovoz neobchodní povahy.
2. Hodnota zboží do 150 EUR – V této druhé kategorie dochází k osvobození od cla, avšak je zde povinnost uhradit DPH. Pro výpočet DPH je nejprve nutné zjistit základ, do kterého se počítá cena zboží, a další poplatky, například cena za dopravu (poštovné). Dále musíme znát sazbu DPH, která se vztahuje ke konkrétnímu zboží, nejčastěji se však jedná o standardní sazbu 21 %. Výsledná částka DPH je pak tedy procentuální podíl ze základu pro výpočet DPH.
3. Hodnota zboží nad 150 EUR – Při této hodnotě zboží dochází jak k vyměření DPH, tak i k vyměření cla. Povinnost zaplatit clo při dovozu zboží se označuje jako celní dluh, přičemž jeho součástí jsou kromě cla i další daně (DPH, spotřební daň) a poplatky z celního řízení.  Základem výpočtu celní hodnoty je cena, kterou kupující zaplatí za zboží či službu. Cena závisí na dodací podmínce a její součástí mohou být např. provize, přepravné nebo pojištění zboží během přepravy. Při výpočtu cla se vychází z celní hodnoty. Zboží zařadíme pod příslušnou podpoložku celního sazebníku (v případě Evropské unie, celního sazebníku TARIC), poté vyhledáme příslušnou celní sazbu a vypočteme clo.  Velikost DPH se vypočte obdobně, jako v předešlém případě, pouze do základu pro výpočet se zahrnuje i clo. Pokud ale nejde o držitele povolení zjednodušeného postupu, je proclení takového zboží administrativně náročné.[9]

### Vývoz zboží z EU
Vývoz, neboli export, znamená poskytnutí zboží do třetí země na základě rozhodnutí celních orgánů. K provedení celního řízení a poté následného propuštění zboží do příslušného celního režimu (nejčastěji trvalého vývozu) je nutné vždy předložit určité exportní doklady. Stanovení případného cla a jeho výše se poté v naprosté většině provádí v zemi příjemce, kam je zboží vyvezeno. Důležitou součástí je také vystavení vývozního doprovodného dokladu, který zboží doprovází až na hranice EU. Tímto dokumentem se prokáže, že dané zboží nevstoupilo na vnitřní trh EU a tudíž je jeho prodej oproštěn od platby DPH.

## Přehled antidumpingových a vyrovnávacích opatření EU
Ministerstvo průmyslu a obchodu nabízí přehled antidumpingových a vyrovnávacích opatření EU vůči třetím zemím. Formulář dotazu na přehled obsahuje jako třídicí kritéria název výrobku v českém nebo anglickém jazyce, země či kódy KN nebo TARIC. U vybraného výrobku jsou uvedeny podrobné údaje o jeho celním zařazení, zemi původu nebo dovozu, případně o výrobci nebo dovozci z této země, má-li stanovenou individuální výši antidumpingového či vyrovnávacího cla nebo přijal-li závazek. Dále jsou zde uvedeny hypertextové odkazy na příslušné komunitární předpisy, v nichž je možné vyhledat podrobnosti k danému případu.

## Nežádoucí externality cla
- Menší efektivita domácích odvětví a méně inovací kvůli snížení zahraniční konkurence
- Zvýšení cen jako důsledek menší konkurence
- Vytvoření tenzí mezi zvýhodněnými a znevýhodněnými odvětvími či regiony
- Využití cel jako politického nástroje může vést k obchodní válce